# Louis-François Allard
Louis-François Allard (né le 17 août 1735 à Craon et mort le 30 juin 1819 à Château-Gontier), est un médecin et un homme politique français.

## Biographie

### Origine
Son père, René Allard, négociant, était un des notables de Craon. René Allard avait épousé Marthe-Marie Gousset ; le 10 mai 1734, elle lui donna un fils qui reçut les noms de Louis-François.

### Médecin
Il devient docteur en médecine de la Faculté d'Angers, le 19 novembre 1754. Le 22 février 1759, il épouse Marie-Marguerite Millet. Ce mariage le fixe à Château-Gontier et il se fit agréger au collège des médecins de cette ville. 
En 1786, avec ses confrères René Theulier  et Louis Jousselin, il rédige et envoie à l'intendant un mémoire sur la situation sanitaire de la cité et sur ses eaux minérales ferrugineuses, connues sous le nom d' Eaux de Pougues.

### Révolution française
Il est élu député du tiers aux États généraux par la sénéchaussée de l'Anjou le 20 mars 1789.
Allard s'installe au pavillon Journé, cul-de-sac de l'Hôtel de Limoges, no 5. Les députés d'Anjou tiennent leurs électeurs au courant des événements grâce à la chambre de correspondance élue à cet effet. Le terme des délais, écrivent-ils, n'est peut-être pas loin d'expirer. Sitôt que la nation sera bien convaincue qu'il n'a rien été oublié de ce qui pourroit tendre à rapprocher les deux ordres privilégiés, qu'en un mot toutes les voies de conciliation ont été employées pour réunir tous les membres de la patrie, l'assemblée des communes se déterminera dès lors à se constituer en un corps national et à régler en cette qualité les intérêts de la nation..
Il prêta le serment du Jeu de paume. Il participe à la Nuit du 4 août 1789.
Membre de l'Assemblée constituante de 1789, il se sépare des plus ardents. Le Veto suspensif est admis, le 11 septembre 1789, par 673 voix contre 325, dont celle d'Allard, données au Veto absolu. Le 4 novembre 1789, laissant l'Assemblée, il demande un congé de quinze 
jours et revient Château-Gontier. À son retour, il s'établit au cul-de-sac du Coq Saint-Honoré à l'Hôtel d'Artois. Il représente ensuite le nouveau département de la Mayenne, qui englobe l'ancienne sénéchaussée de Château-Gontier. Quand il faut fixer le siège épiscopal de la Mayenne, 
le 6 juillet 1790, Louis de Boislandry, rapporteur du Comité ecclésiastique et de constitution, propose Laval ; aussitôt Michel-René Maupetit se lève et intercède pour Mayenne ; Louis-François Allard réclame pour Château-Gontier ; l'Assemblée passe outre et crée l'évêché de Laval. 
Le 2 novembre, il devient, en sa qualité de médecin, nommé membre du comité de Salubrité de l'Assemblée nationale, créé sur l'initiative du docteur Joseph Ignace Guillotin et présidé par lui.
Il vote contre la Constitution civile du clergé. Il ne prit, d'ailleurs jamais la parole dans les débats. l'Assemblée nationale constituante termine ses travaux en octobre 1791. 
Allard revient alors à Château-Gontier comme médecin. François-Pierre-Marie-Anne Paigis  prend sa place à l'Assemblée législative.
Louis-François Allard reste médecin pendant cette période troublée. À l'hiver de 1795, il casse lui-même du bois qu'il porte aux religieuses détenues aux Ursulines ; il soigne avec la même ardeur les blessés de Jacques Bouteloup dit Va-de-bon-cœur et les fusiliers de François-Guillaume d'Halancourt.

### Église Saint-Rémi de Château-Gontier
Comme conseiller de la fabrique, il fait beaucoup pour l'embellissement de l'Église Saint-Rémi de Château-Gontier. Par contrat passé, le 8 avril 1806, avec Louis-François Allard, david d'Angers père, s'engageait à faire deux statues. L'abbé Angot indique que ces deux œuvres d'art ont été enfouies en terre lors de la construction de la nouvelle église. 

### Collège électoral
Le 14 prairial an XI, il est élu au premier tour de scrutin par 107 voix sur 130 au collège électoral du département de la Mayenne. SVeuf avant 1809 ; il perd successivement ses trois fils. Il meurt le 30 juin 1819.

## Sources partielles
: document utilisé comme source pour la rédaction de cet article..
- « Louis-François Allard », dans Alphonse-Victor Angot et Ferdinand Gaugain, Dictionnaire historique, topographique et biographique de la Mayenne, Laval, A. Goupil, 1900-1910 [détail des éditions] (BNF 34106789, présentation en ligne)
- Paul Delaunay, Vieux médecins mayennais